# Efficient Consumer Response
Эффективное реагирование на потребителя (ЭРП) — это совместный торговый и промышленный орган, работающий над тем, чтобы сделать продуктовый сектор в целом более отзывчивым к потребительскому спросу и способствовать устранению ненужных затрат из цепочки поставок.
Есть четыре ключевых направления ЭРП: управление спросом, управление цепями поставками, стимулирующие факторы и интеграции, которые должны быть рассмотрены в качестве комплексных решений предприятия. Они формируют основу Глобальных показателей ЭРП.

## ECR Community
В сентябре 2016 года ECR Community заменило ECR Europe в качестве координационного центра для розничных продавцов и производителей потребительских товаров, которые работают вместе на благо потребителей по всей Европе. Принадлежит и управляется национальными ассоциациями ECR, которые объединяются в международную группу [ECR Shrink] and [On Shelf Availability]. Эти ассоциации поддерживаются более чем 1800 розничными торговцами, производителями и поставщиками услуг.

## ECR Europe
ECR Europe была основана в 1994 году. Со штаб-квартирой в Брюсселе организация работает в сотрудничестве с национальными инициативами ECR в большинстве европейских стран. Участие в проектах на европейском и национальном уровнях открыто для компаний из продуктового сектора и сектора товаров повседневного спроса, включая розничных торговцев, оптовиков, производителей, поставщиков, брокеров и сторонних поставщиков услуг, таких как логистические операторы.